# Лях Ростислав Миколайович
Ростислав Миколайович Лях (нар. 12 жовтня 2000, Мукачево, Закарпатська область, Україна) — український футболіст, лівий захисник львівського «Руху». Бронзовий призер молодіжного чемпіонату Європи 2023 у складі збірної України U-21.

## Клубна кар'єра
Народився в місті Мукачево, Закарпатська область. Футболом розпочав займатися в місцевому однойменному клубі. Завдяки знайомому дідуся Ростислава, який раніше грав разом з Володимиром Вільчинським, прибув на перегляд до львівського УФК, за результатом якого залишився тут для навчання. У 2017 році перейшов у «Карпати», де спочатку виступав за юнацьку та молодіжну команди клубу. У футболці першої команди «зелено-білих» дебютував 19 жовтня 2019 року в нічийному (0:0) домашньому поєдинку 11-о туру Прем'єр-ліги проти ФК «Львів». Лях вийшов на поле на 89-й хвилині, замінивши Владислава Дубінчака. Загалом Ростислав провів за «зелено-білих» 11 матчів.
Влітку 2020 «Карпати» переживали фінансову скруту та були понижені до другої ліги. До Ляха проявляв інтерес іспанський «Луго», але гравець хотів залишитися у Львові та в жовтні підписав п'ятирічний контракт з іншою львівською командою — «Рухом». Осінь 2020 гравець провів в оренді у галицьких «Карпатах», а вже під час зимової перерви приєднався до «Руху». 21 лютого 2021 дебютував в основному складі «Руху» у програній виїзній грі (2:0) проти донецького «Шахтаря», замінивши на 66-й хвилині Юрія Климчука. У сезоні сезоні 2022—23 став гравцем основного складу львівського клубу, але в наступному сезоні частіше виходив у Прем'єр-лізі на заміни та отримував ігрову практику в друголіговому «Русі-2». З зими 2024 повернувся до головної команди «Руху» та відтоді є гравцем ротації, виходячи на поле в середньому в кожній другій грі.

## Кар'єра в збірній
У 2018 році викликався до юнацької збірної України (U-18). Того ж року почав залучатися до юнацької збірної України (U-19).

## Досягнення
Молодіжна збірна України:
 Бронзовий призер молодіжного чемпіонату Європи: 2023